# Elin Nilsson (stadsfullmäktigeledamot)
Elin Kristina Nilsson, född 28 augusti 1871 i Gävle församling i Gävleborgs län, död 5 juni 1956 i Danmarks församling i Uppsala län, var en svensk lokalpolitiker (De frisinnade). 

## Biografi
Elin Nilsson blev 1911 en av de första 37 kvinnliga stadsfullmäktige i Sverige, och den första kvinnliga ledamoten i Sundsvalls stadsfullmäktige. 
Nilsson avlade folkskollärarexamen i Umeå 1892 och anställdes 1898 som lärare vid folkskolan i Sundsvall. Hon var ordförande i Vita bandets Sundsvallsförening.